# 33442 Cassandrarunyon
33442 Cassandrarunyon è un asteroide della fascia principale. Scoperto nel 1999, presenta un'orbita caratterizzata da un semiasse maggiore pari a 2,546910 UA e da un'eccentricità di 0,145444, inclinata di 2,816942° rispetto all'eclittica. Ha un periodo di rotazione di 4,92 ore.